# كليفلاند إس. روكويل
كليفلاند إس. روكويل (بالإنجليزية: Cleveland S. Rockwell)‏ هو فنان أمريكي، ولد في 24 نوفمبر 1837 في يونغزتاون في الولايات المتحدة، وتوفي في 22 مارس 1907 في بورتلاند في الولايات المتحدة.